# Veerdienst Svolvær - Skrova - Skutvik

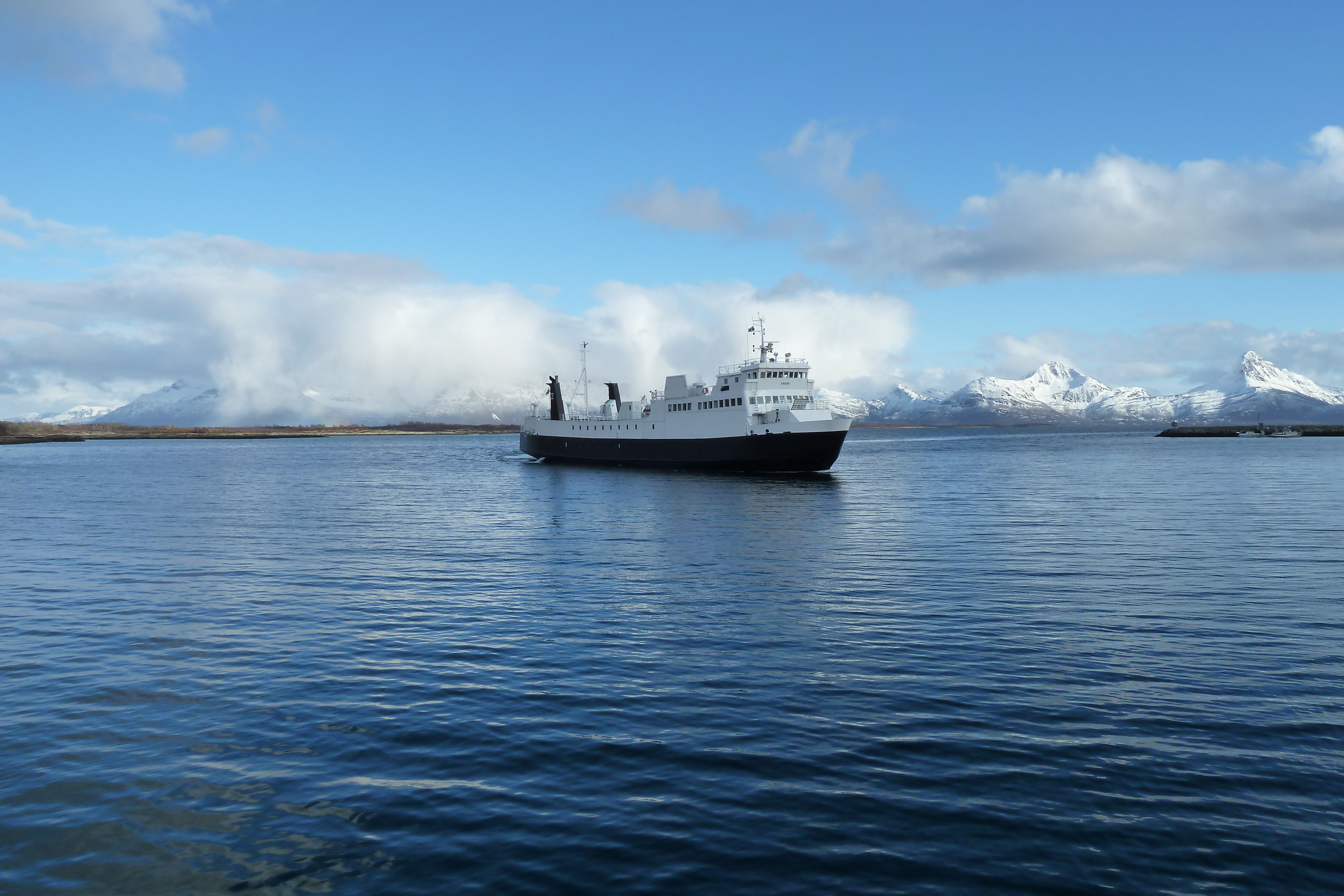
MF Vågan

De veerdienst Svolvær - Skrova - Skutvik is een veerverbinding in het noorden van de Noorse provincie Nordland. De verbinding tussen Svolvær, de grootste plaats op Lofoten, en Skrova in de Vestfjord wordt het gehele jaar gevaren. De verbinding naar Skutvik wordt alleen in de zomer uitgevoerd. Voor toeristen is dat de kortste verbinding naar Lofoten.  De verbinding is onderdeel van de Fylkesvei 81.
De vaartijd tussen Svolvær en Skrova bedraagt iets meer dan een half uur. De verbinding naar Skutvik op het vaste land kost vanaf Svolvær twee uur en vanaf Skrova honderd minuten. De dienst wordt uitgevoerd door de rederij Torghatten Nord.  